# Atentados de Teherán de 2017
Los atentados de Teherán de 2017 se refiere a dos ataques realizados el 7 de junio de 2017 que se llevaron a cabo simultáneamente en la Asamblea Consultiva Islámica y en el Mausoleo del Ayatolá Jomeini, ambos ubicados en Teherán, la capital de Irán. Es el atentado más mortal del país desde los actos terroristas ocurridos en Zahedán durante 2010 y el primer ataque reivindicado por el Estado Islámico en Irán.

## Antecedentes

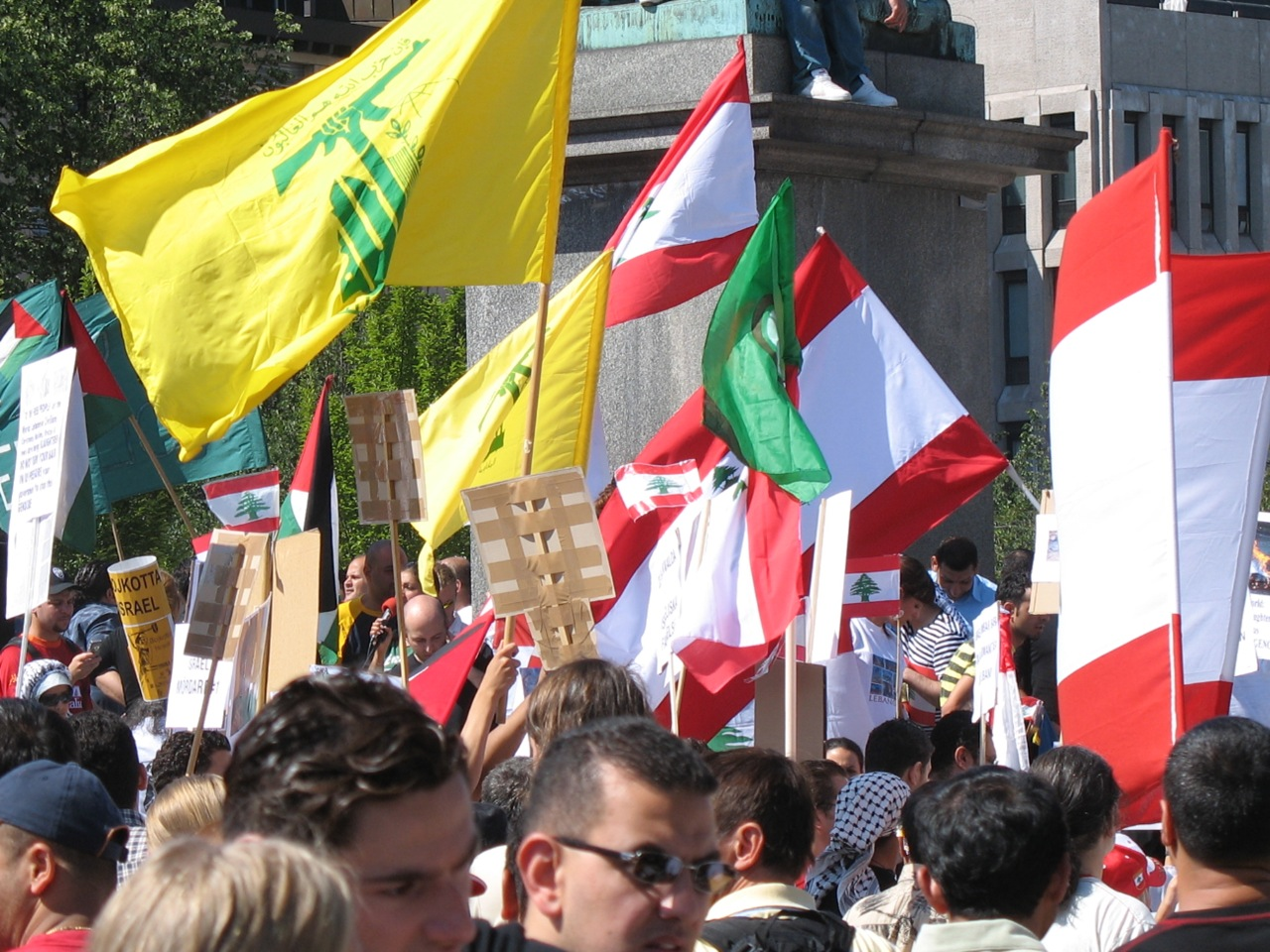
Partidarios libaneses de Hezbolá en Suecia (2006); Irán financia y apoya a varios grupos políticos militantes chiitas (como Hezbolá) en varias partes de Oriente Próximo y Medio.

Irán ha estado en guerra contra grupos insurgentes de tendencias sunitas-yihadistas, desde la guerra Irán-Irak (1980-1988) el gobierno iraní ha proporcionado ayuda a grupos militares chiitas en todo el mundo, esto lo llevó a introducirse en conflictos ajenos tal como las guerras civiles de Irak y Siria o la represión contra el terrorismo, en el camino fue ganándose muchos enemigos tales como los gobiernos occidentales y los grupos terroristas contrarios a ellos; entre los últimos se encuentra Daesh, este último de tendencia sunita, Daesh considera a Irán, el único país musulmán de gran mayoría chiita, el bastión de los infieles ya que para ellos los chiitas tergiversan la religión islámica; este grupo ha tratado varias veces de ingresar por la fuerza a Irán siendo siempre reprimido por las autoridades nacionales, decidiendo de tal modo hacer alianzas tácticas con grupos separatistas mediante células afines al sunismo.

## Atentados

### Ataque a la asamblea

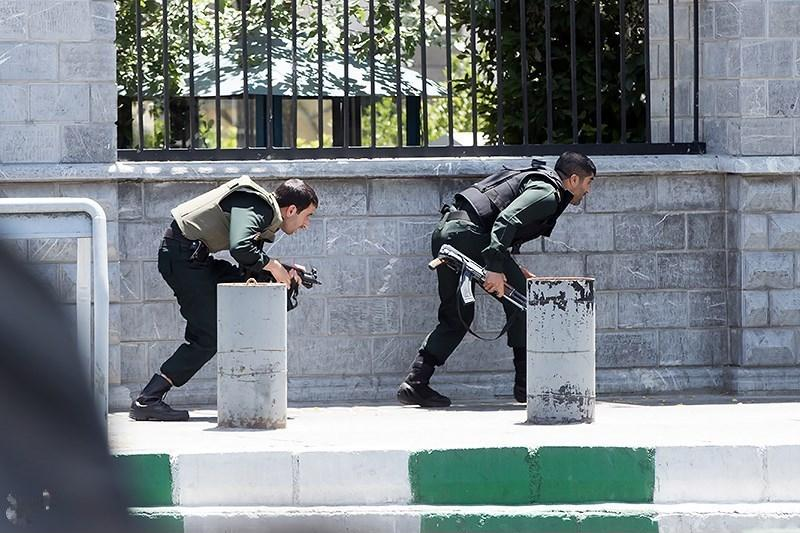
Miembros del Cuerpos de la Guardia Revolucionaria Islámica en pleno atentado tratando de entrar a la asamblea.

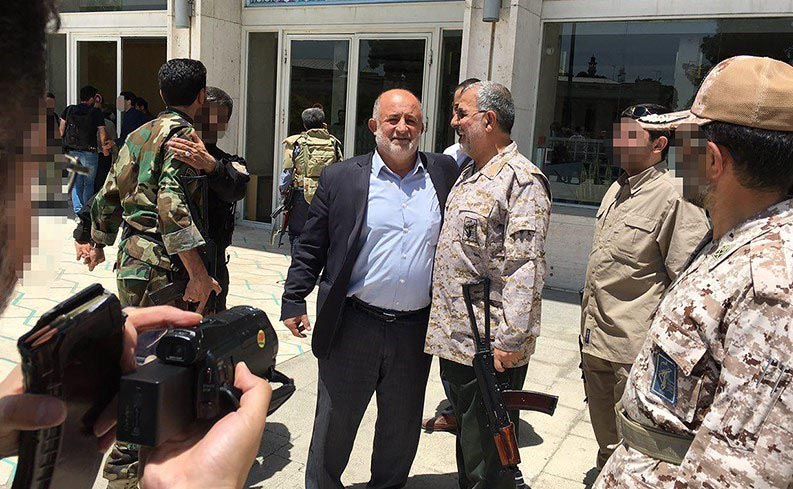
General Brigadier Mohammad Pakpour (centro, con un rifle en mano), Comandante de las Fuerzas de Tierra del Ejército de los Guardianes de la Revolución Islámica, después del ataque a la Asamblea Consultiva Islámica.

Según versiones gubernamentales, cuatro militantes entraron en el edificio administrativo de la Asamblea Consultiva Islámica disfrazados de mujeres, cubiertos con chadores, varios de los atacantes llevaban fusiles de asalto AK-47. Los hombres armados abrieron fuego, dejando a siete u ocho personas heridas, posteriormente se informó que los militantes habían tomado a algunas personas como rehenes, aunque el propio gobierno iraní lo negó.
El edificio fue posteriormente rodeado por las fuerzas de seguridad y el gobierno iraní declaró más tarde que cuatro atacantes habían sido asesinados. Un miembro de la asamblea consultiva dijo que un personal suyo estaba entre las víctimas. La televisión estatal iraní informó que uno de los atacantes se había hecho estallar en el interior del edificio del parlamento mientras la asamblea estaba en sesión. La agencia estadounidense Associated Press informó que los periodistas en el sitio había visto francotiradores de la policía en los tejados cercanos. Las tiendas del barrio estaban cerradas. Varios testigos dijeron que los hombres armados estaban disparando contra la gente en la calle desde el cuarto piso del edificio de la asamblea.

### Ataque al mausoleo

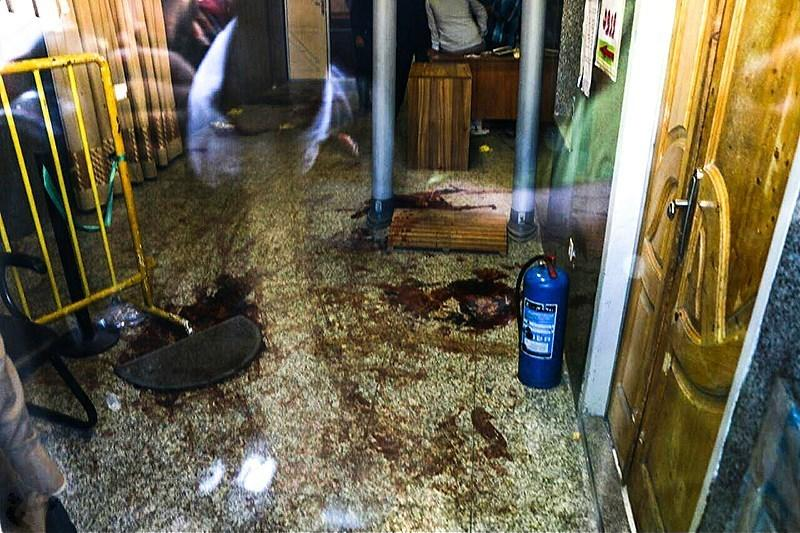
Piso del Mausoleo del Ayatolá Jomeini, ensangrentado después de la explosión.

Según versiones gubernamentales, el ataque al Mausoleo del Ayatolá Jomeini fue ocasionado por la explosión de una bomba, dejando un muerto y cinco heridos. Ambos ataques tuvieron lugar alrededor de la misma hora y parecen haber sido coordinados. Una mujer que participó en el ataque fue detenida. Los funcionarios del gobierno afirmaron posteriormente haber frustrado un tercer ataque.

## Responsabilidad
Oficialmente las investigaciones no llegan a indicar a que grupo terrorista pertenecen los atacantes, o si fue algún otro motivo. El Estado Islámico (Daesh) se adjudicó del ataque y público en su revista Amaq un vídeo de 24 segundos que muestra el cuerpo sin vida de un hombre, mientras que una voz dice en árabe: "¿Crees que nos iremos?". Para el gobierno iraní la responsabilidad puede estar en la Organización de los Muyahidines del Pueblo de Irán, quienes se autoproclaman el gobierno real de Irán.

## Reacciones

### Nacionales

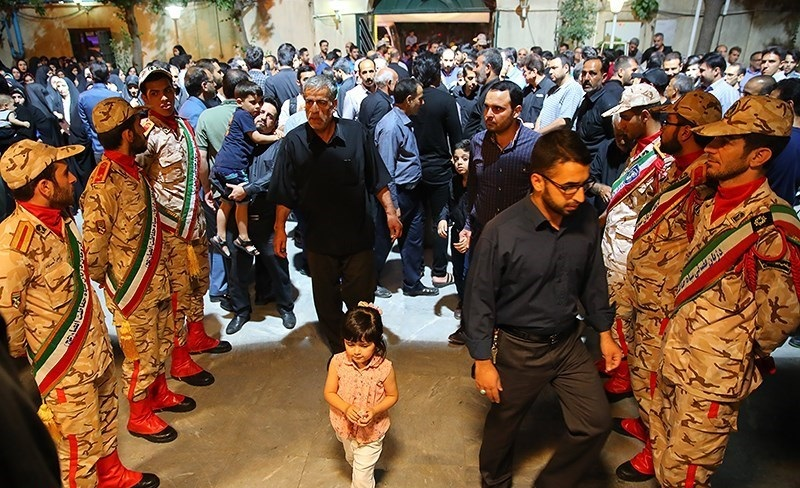
Ceremonia en honor a las víctimas, realizada por los Cuerpos de la Guardia Revolucionaria Islámica.

- Irán: Mohammad Javad Zarif, el titular de Exteriores iraní que se encontraba en Turquía dio el pésame a todos los iraníes y se limitó a calificar de “preocupante” la naturaleza de las evoluciones de la región.[10] Los Cuerpos de la Guardia Revolucionaria Islámica sostienen en un comunicado que Arabia Saudita y Estados Unidos son los culpables que están detrás de los atentados en Teherán, los cuales han segado la vida de varios ciudadanos iraníes.[11][12][13][14] El secretario del Consejo Supremo de Seguridad Nacional, Ali Shamkhani, también hizo declaraciones de que las autoridades habían detenido a varias personas sospechosas de planear atentados con bomba. Señaló que las detenciones se hicieron en los últimos días y agregó que los ataques fueron planeados para el mes sagrado de Ramadán.[15] El líder suní iraní Imán Molavi Abdul Hamid durante las oraciones del viernes en Zahedan condenó los ataques y dijo que "los terroristas ciegos martirizaron a los ayunantes que fueron remitidos a las oficinas del Parlamento iraní".[16]

### Internacionales

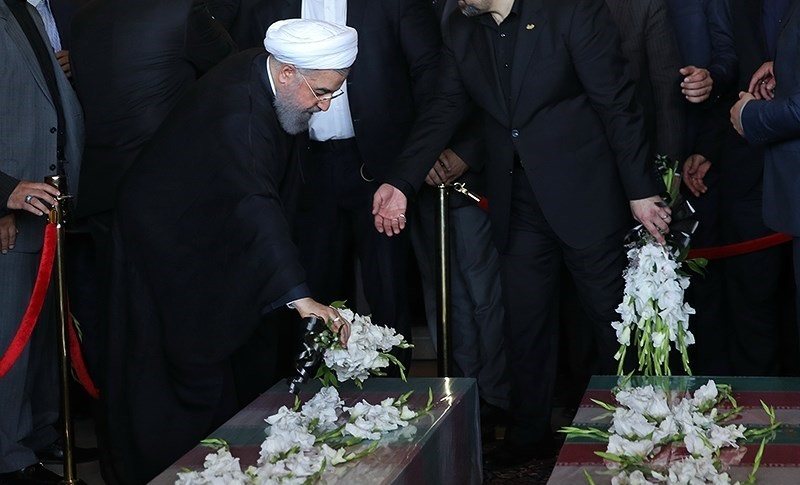
El Presidente de Irán, Hasán Rouhaní, dejando flores en los féretros de las víctimas mortales.

- Varios gobiernos de América Latina condenaron los ataques terroristas en Teherán.[17][18]

- A nivel internacional, los dirigentes y gobiernos de países como Afganistán, Argelia, Armenia, Austria, Azerbaiyán, Brasil, República Checa, Estonia, Francia, Georgia, Alemania, India, Irak, la República de Irlanda, Italia, Japón, Jordania, Líbano, Lituania, Países Bajos, Noruega, Omán, Pakistán, Catar, Suecia, Siria, Turquía, Emiratos Árabes Unidos y Reino Unido.[19][20][21]

- Rusia: Rusia condena enérgicamente ‘crímenes’ perpetrados en Teherán[21][22]

- Estados Unidos: El presidente de Estados Unidos, Donald Trump, lamentó el miércoles 7 de junio de 2017 los atentados que dejaron al menos 12 muertos en Teherán, pero sugirió que Irán propició los ataques mediante su "patrocinio del terrorismo" en Oriente Medio. "Subrayamos que los estados que patrocinan el terrorismo se arriesgan a convertirse en víctimas del propio mal que promocionan", dijo Trump en un comunicado difundido por la Casa Blanca. "Lloramos y rezamos por las víctimas inocentes de los ataques terroristas en Irán, y por el pueblo iraní, que atraviesa tiempos tan difíciles", aseguró el mandatario en su breve comunicado.[23][24]

- Arabia Saudita: El ministro de Relaciones Exteriores de Arabia Saudita, Adel al-Jubeir, negó la participación de su país en los ataques y dijo que Riad no tenía conocimiento de quién era responsable de ellos.[25]

### Organizaciones Internacionales
- Naciones Unidas: El Secretario General de las Naciones Unidas, Antonio Guterres, condenó enérgicamente los atentados terroristas y extendió sus sinceras condolencias al Gobierno de Irán y a las familias de las víctimas y deseó una pronta recuperación de los heridos.[26] El Consejo de Seguridad de las Naciones Unidas observó un minuto de silencio tras los ataques.[27]

- Unión Europea: La Unión Europea condenó los hechos mediante la jefa de la Diplomacia europea, Federica Mogherini.[28][29][30]